# Rondo Henryka Sławika w Katowicach
Rondo im. Henryka Sławika w Katowicach − rondo komunikacyjne, położone w katowickiej dzielnicy Osiedle Tysiąclecia.
Rondo powstało w drugiej połowie XX wieku, wraz z budową Osiedla Tysiąclecia. Do ronda dobiegają ul. Tysiąclecia, ul. Piastów, aleja księcia Henryka Brodatego i zjazd z ul. Chorzowskiej. Obok niego zlokalizowany jest skwer Piastów Śląskich.

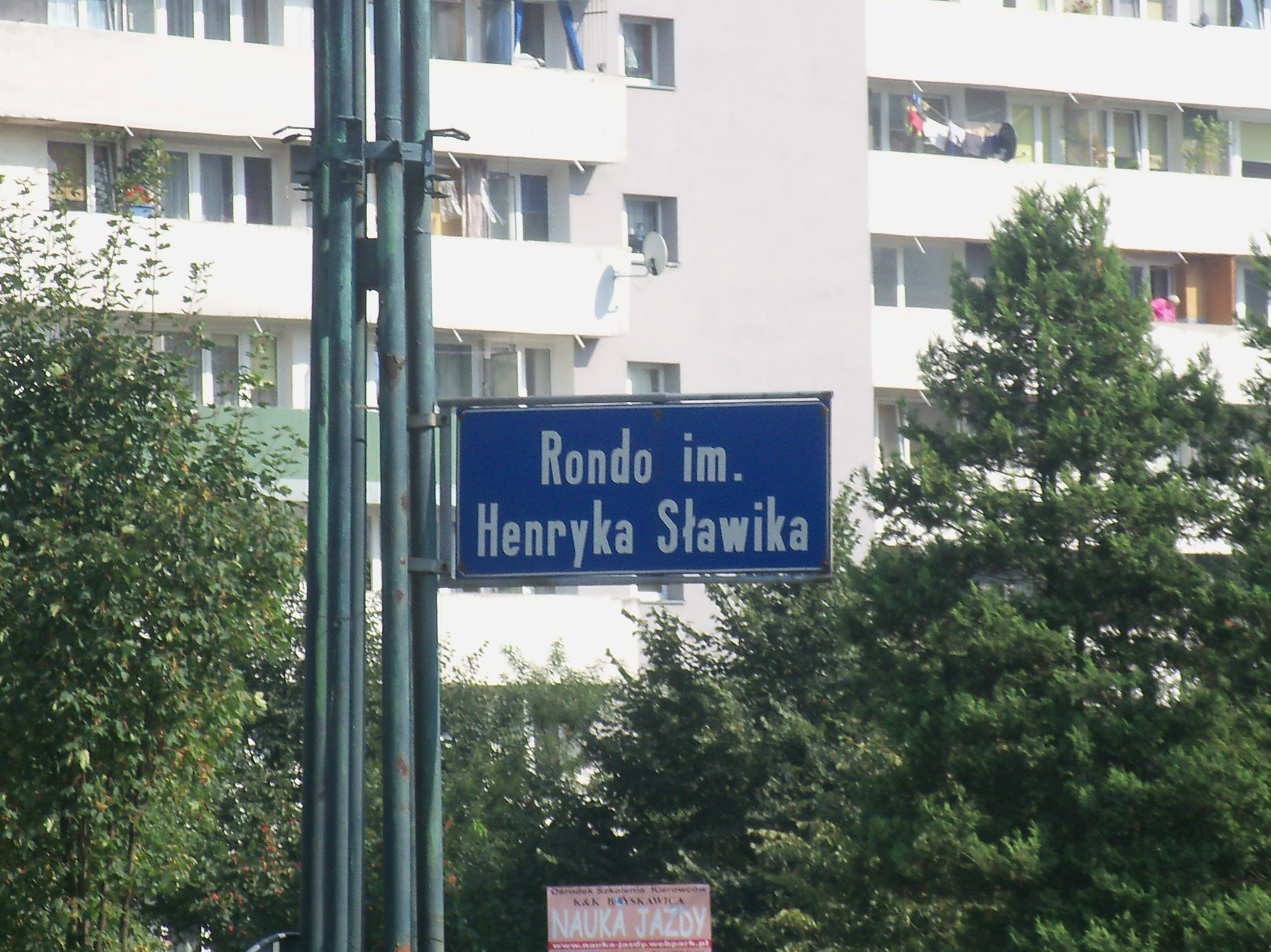
Tabliczka informacyjna

Obecną nazwę nadano uchwałą nr XXIX/583/04 Rady Miasta Katowice z 30 kwietnia 2004. Rondo nosi imię Henryka Sławika − uczestnika powstań śląskich, organizatora pomocy Żydom w czasie II wojny światowej, Sprawiedliwego wśród Narodów Świata.
W latach osiemdziesiątych XX wieku, na bezimiennym wtedy rondzie istniał napis, informujący o wjeździe do dzielnicy. W sierpniu 2011, nawiązując do tamtego napisu, na rondzie ustawiono żółty napis OS. TYSIĄCLECIA. Ma on długość 40 m i wysokość około pięciu metrów. Litery umieszczono na betonowych podmurówkach.